# Nebřehovice
Obec Nebřehovice se nachází v okrese Strakonice, kraj Jihočeský, zhruba 5 km vjv. od Strakonic. Žije zde 175 obyvatel.

## Historie

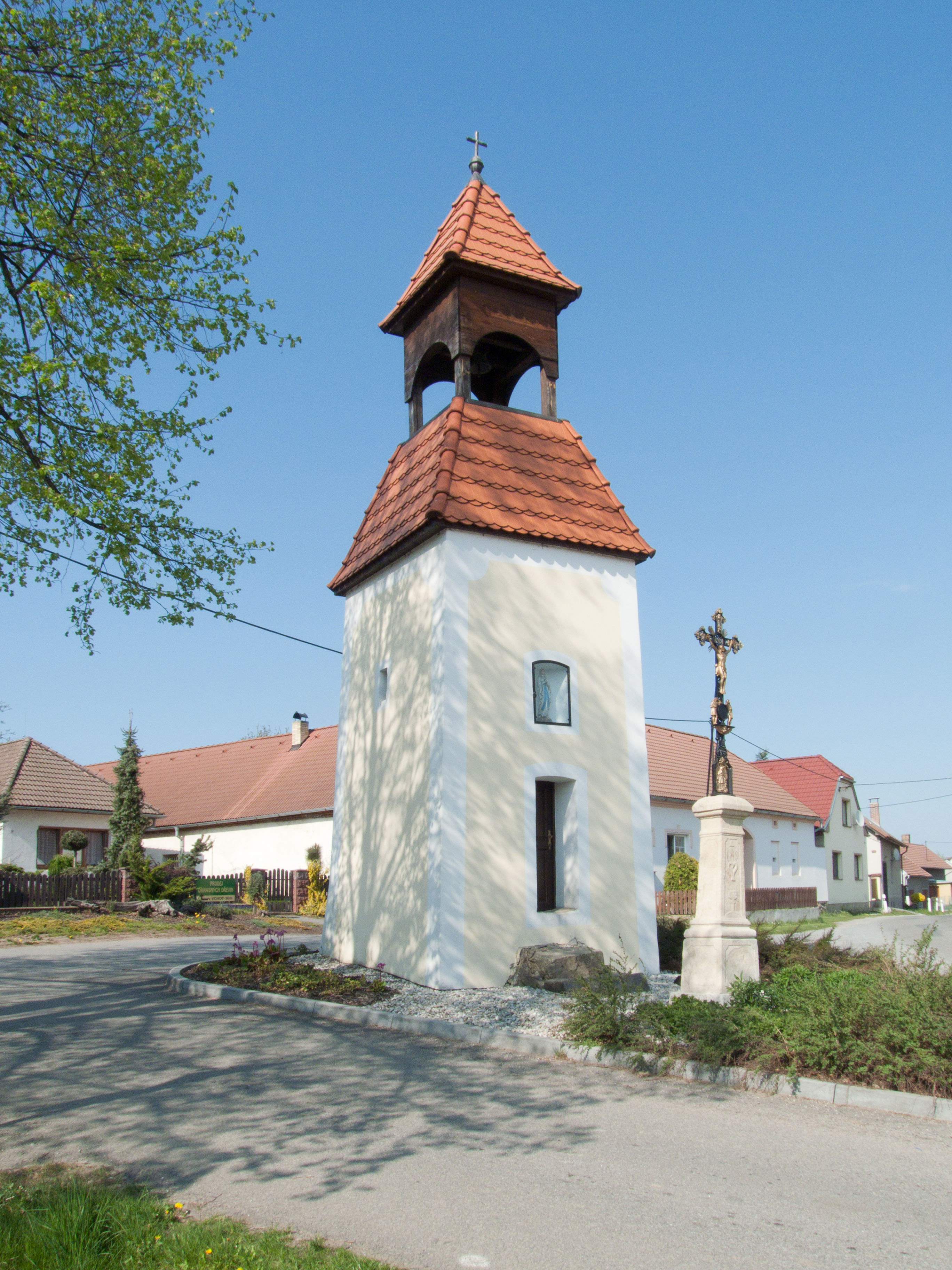
Kaplička

První písemná zmínka o vesnici pochází z roku 1253, kdy zde sídlil Petr z Nebřehovic, zakladatel vladyckého rodu Nebřehovských z Nebřehovic. Jedním z nich byl Střízek z Nebřehovic připomínaný roku 1410, po jehož smrti vdova Běta, rozená Kočková z Milenovic, prodala roku 1426 nebřehovický dvůr Oldřichu Kočkovi z Milenovic. Jeho potomkům statek patřil až do doby před rokem 1532, kdy Jan Kočka prodal Nebřehovice s tvrzí, dvorem a vesnicemi Sedlíkovice a Zorkovice Janovi z Rožmberka. Rožmberkům vesnice patřila až do roku 1593, kdy ji Petr Vok z Rožmberka prodal Adamovi ze Šternberka. V té době už byla tvrz pustá a později byla na jejím místě postavena kovárna.

## Části obce
Obec Nebřehovice se skládá ze dvou částí na dvou stejnojmenných katastrálních územích.
- Nebřehovice
- Zadní Ptákovice

## Pamětihodnosti
- Kaplička s křížkem na návsi[5]
- Usedlost čp. 3[6]

## Rodáci
- František Machník, prvorepublikový politik, ministr národní obrany. Na rodném domě má umístěnu pamětní desku.[7]